# Fresadora de control numérico

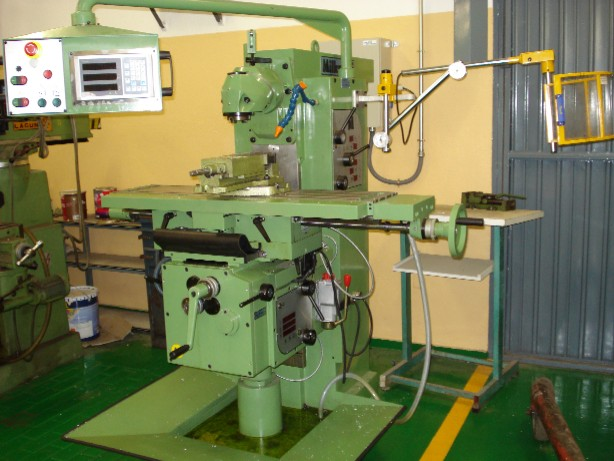
Fresadora de control numérico.

Una fresadora de Control Numérico Computarizado (CNC) es una máquina que ayuda a automatizar la producción de piezas de manera segura, eficaz y ahorrativa. Permite producir un mayor número de piezas en poco tiempo y con mayor perfección.

## Operaciones realizables en una Fresadora

### Fresado

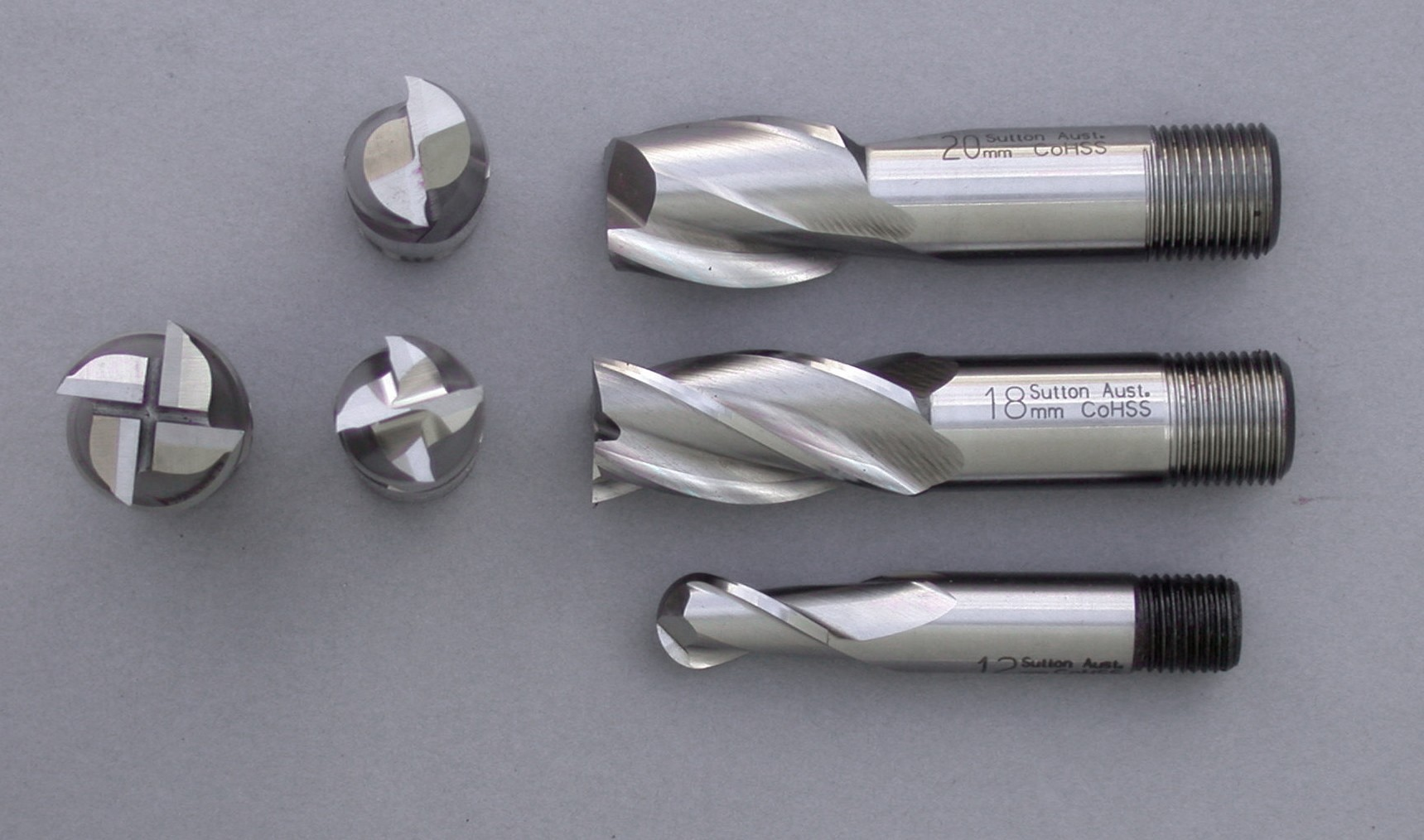
Fresas cilíndricas

El fresado es la operación de mecanizado que más se utiliza en una fresadora. Se utiliza una fresa, una herramienta cilíndrica parecida a una broca pero generalmente sin punta cónica. Esta herramienta elimina material por la superficie cilíndrica, ideal para realizar mecanizados en superficies planas y para realizar un agujero de casi cualquier forma en una pieza de partida. 

#### Aplanado/Planeado
Es la creación de una cara totalmente plana. La fresa avanza durante toda la cara a aplanar, eliminando material. Dependiendo de la dirección del eje de la fresa el aplanado tiene diferentes nombres. Si el eje de la fresa está en una dirección paralela a la cara a planear, utilizado en guías sin salida (ranura que no llega hasta ninguna arista exterior de la pieza). Si el eje de la fresa está en una dirección perpendicular a la superficie respecto a la que se hace el ranurado, hablamos de un Ranurado Periférico. Si el eje de la fresa está en una dirección perpendicular a la superficie respecto a la que se hace el ranurado, hablamos de un Ranurado Frontal.

#### Fresado Combinado
Se habla de fresado combinado cuando se utilizan los filos de las caras frontales y laterales de la fresa conjuntamente. Es importante para realizar este tipo de fresado, asegurarnos de que la fresa permite utilizar los filos frontales de la misma. Si se utilizan más los filos frontales, hablamos de un Fresado Combinado Predominantemente Frontal. En el caso de utilizar más los filos de la cara cilíndrica estaremos realizando un Fresado Combinado Predominantemente Periférico.

#### Ranurado
Es un ciclo de maquinado en el cual la fresadora abre paredes totalmente paralelas desbastando la superficie hasta un nivel deseado.

#### Taladrado
La forma de trabajar de la fresadora permite realizar taladrados, ya que solo hay que mover el eje vertical para realizar esta operación. Algunas fresas permiten también ser utilizadas como brocas, pero es preferible utilizar brocas para realizar esta operación, para evitar roturas de las fresas.

#### Mandrilado
Esta operación permite mejorar la calidad superficial de un agujero. Se utilizan herramientas parecidas a las de un torneado interior en el torno. El resultado es una mejora de la calidad superficial del agujero, con una calidad menor a la de un escariado convencional. 

#### Escariado

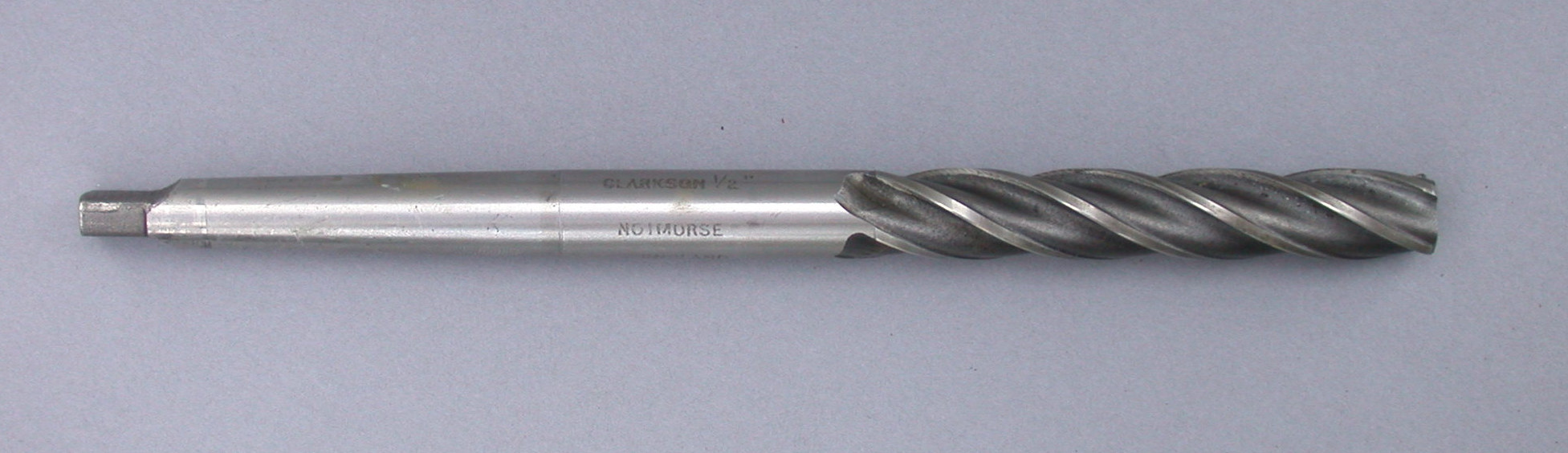
Escariador.

Se utiliza el escariado para eliminar muy poco material de agujeros, mejorando notablemente la calidad superficial del mismo. Es necesario el previo taladrado del agujero a un diámetro cercano al final, pues el escariado no elimina mucho material. Es necesaria la utilización de lubricantes, para mejorar el resultado final y alargar la vida del escariador.

#### Roscado

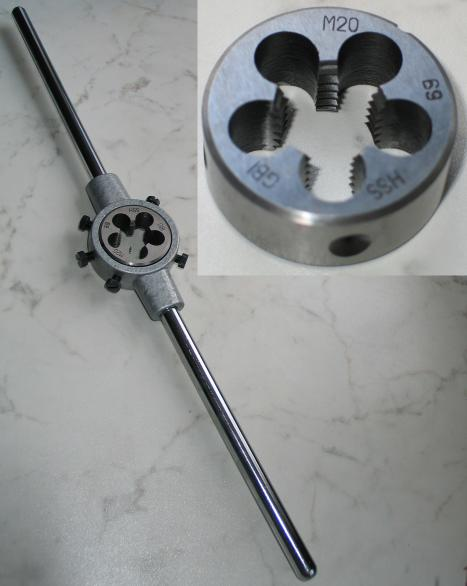
Terraja para roscar y el portaterraja.

Utilización de un macho (roscar un agujero) o de una terraja (roscado exterior) para realizar una rosca. Muy utilizado para unir piezas mediante tornillos o tuercas. Es una operación delicada, pues las herramientas poseen varios filos pequeños: éstos crean mucha tensión y es fácil que se partan en plena ejecución del roscado, volviendo muy difícil su extracción. Por ello es importante utilizar aceites de corte para lubricar los filos.

## Control Numérico por Computadora(CNC)
El CNC tiene sus orígenes en la intención de la industria de elevar la producción. Desde tabletas de madera perforadas, pasando por accionamientos mecánicos hasta el CNC y los programas de CAD/CAM.
El hombre que empezó a diseñarlo fue John T. Parsons (1913-2007) en las fábricas de Detroit, y aún hoy en día se está mejorando continuamente. El CNC consiste en unos códigos de letras y números que, combinados, provocan el movimiento de los ejes de la máquina. Las letras indican un comando específico, y los números suelen ser los valores deseados.
Actualmente el CNC se utiliza para muchas otras operaciones, como por ejemplo en grúas automáticas o en los vehículos bélicos, como la recarga de munición en los tanques.

## Comandos M y T (Funciones Misceláneas y herramientas)
Los comandos M y T varían dependiendo del fabricante de la máquina. Un mismo comando M pueden ser distintas operaciones en distintas máquinas. Aquí tienen los comandos más generales.
| Comando | Descripción                                      | Uso |
| ------- | ------------------------------------------------ | --- |
| M00     | Inicio de programa                               | Se utiliza en el comienzo del programa, todo lo que haya debajo de esta línea de programa se considera el programa. Es útil si se utilizan varios programas para una pieza. |
| M01     | Paro opcional.                                   | detiene el programa,(efectuar operaciones), se reanuda en el block siguiente con el botón start.                                                                            |
| M02     | Fin de programa pieza.                           | finaliza el programa. |
| M03     | Giro de la herramienta en sentido horario.       | Inicia el giro de la herramienta en el sentido de las agujas del reloj. Adjuntando el parámetro S indica la velocidad de giro.                                              |
| M04     | Giro de la herramienta en sentido antihorario.   | Inicia el giro de la herramienta en el sentido contrario a las agujas del reloj. Adjuntando el parámetro S indica la velocidad de giro.                                     |
| M05     | Detención del giro de la herramienta.            | Detiene el giro de la herramienta. |
| M06     | Cambio de la herramienta.                        | Subprograma de cambio de la herramienta. Parámetro T indica el número de herramienta.                                                                                       |
| M07     | Conexión del aporte de rocío del enfriador. n.º2 | Aplica refrigerante al proceso. |
| M08     | Conexión del aporte de rocío del enfriador. n.º1 | Aplica refrigerante al proceso. |
| M09     | Fin de aporte de rocío del enfriador.            | Detiene aporte refrigerante al proceso. |
| M19     | Indexación del cabezal.                          | Indexa el cabezal en su origen angular. En el eje de rotación |
| M30     | Fin de programa                                  | Finaliza todos los comandos anteriores y finaliza el programa. |

Los comandos T hacen referencia al número de herramienta. La herramienta 1 en el cargador de herramientas tendrá la denominación T1. La herramienta 2, T2.

## Comandos G
Los comandos G son las órdenes más utilizadas. Son las órdenes de movimientos de las herramientas. Por lo que son las básicas y las que determinarán las coordenadas y la forma final de la pieza mecanizada. Se expone a continuación los comandos G Modales, de una fresadora con el programa de CNC Fagor.

### G0 - Posicionamiento rápido
Permite mover la herramienta con rapidez en una línea recta. Ideal para posicionar rápidamente la herramienta cerca del punto de corte deseado. Hay que tener especial cuidado al utilizar este comando para que la herramienta no interfiera con ningún objeto que pueda golpear.

### G1 - Interpolación Lineal
Realiza una interpolación lineal controlada con avance. Utilizado para realizar un mecanizado lineal. El avance debe estar acorde con la velocidad de giro, para evitar problemas y mantener la vida útil de la herramienta.
En la figura adyacente se pude ver que el comando G1 tarda más tiempo en llegar al punto de destino, debido al avance de la herramienta.

### G2 - Interpolación Circular a Derechas (Sentido horario)
Realiza una trayectoria circular en el sentido de las agujas del reloj. Es indispensable indicar las coordenadas del punto final y el radio de la curva que se desee mecanizar.

### G3 - Interpolación Circular a Izquierdas (Sentido antihorario)
Realiza una trayectoria circular en el sentido contrario de las agujas del reloj. Es indispensable indicar las coordenadas del punto final y el radio de la curva que se desee mecanizar.

### G4 - Temporizador.
Añade una opción de temporizar una acción. Se suele utilizar para asegurarse de que la herramienta realice el corte de material en un lugar concreto delicado. O para mantener la herramienta quieta en una posición concreta durante un tiempo, útil si se trabaja con varias herramientas a la vez.

### G5 - Trabajo en arista matada
Realiza un programa preescrito para eliminar las aristas vivas, redondeándolas o creando un chaflán en los cantos.

### G7 - Trabajo en arista viva.
Trabaja sin matar aristas o cantos. También se utiliza para eliminar la función G5.

### G8 - Trayectoria circular tangente a la trayectoria anterior.
Permite mecanizar una curva tangente a la operación anterior, sea ésta una curva o una línea.

### G9 - Trayectoria circular mediante tres puntos.
Realiza una circunferencia indicando 3 puntos de la trayectoria deseada para el mecanizado.

### G10 - Anulación Imagen Espejo.
Anula las órdenes de Imagen espejo.

### G11 - Imagen Espejo en el Eje X.
Copia en simetría respecto a un eje las trayectorias deseadas en el eje X.

### G12 - Imagen Espejo en el Eje Y.
Copia en simetría respecto a un eje las trayectorias deseadas en el eje Y.

### G13 - Imagen Espejo en el Eje Z.
Copia en simetría respecto a un eje las trayectorias deseadas en el eje Z.

### G17 - Selección del plano XY.
Limita a utilizar exclusivamente el plano XY.

### G18 - Selección del plano XZ.
Limita a utilizar exclusivamente el plano XZ.

### G19 - Selección del plano YZ.
Limita a utilizar exclusivamente el plano YZ.

### G33 - Roscado Electrónico.
Utilización de un subprograma para roscar automáticamente. Solo es necesario introducirle los datos del roscado.

### G40 - Anulación de Compensación de Radio.
Elimina las órdenes de compensación de radio.

### G41 - Compensación de Radio a Izquierdas.
Genera una compensación en el momento que el cortador realiza un movimiento contrario a las agujas del reloj, para controlar más las cotas en la trayectoria.

### G42 - Compensación de Radio a Derechas.
Genera una compensación en el momento que el cortador realiza un movimiento en sentido de las agujas del reloj, para controlar más las cotas en la trayectoria.

### G43 - Compensación de Longitud.
Compensa las cotas de longitud de la herramienta, para controlar mejor las dimensiones del mecanizado.

### G44 - Anulación del Compensado de Longitudes.
Cancela la orden de Compensación de Longitud. 

### G49 - FEED-RATE Programable.
Permite programar el efecto Feed-rate en los componentes de la fresadora.

### G53 a G59 - Traslados de origen.
Para facilitar el mecanizado de alguna pieza difícil, se puede trasladar el origen de coordenadas para evitar fallos en algunas cotas críticas, simplificando la escritura del faso

### G70 - Programación en Pulgadas.
Cambia el sistema de medidas de milímetros a pulgadas.

### G71 - Programación en Milímetros.
Cambia el sistema de medidas de pulgadas a milímetros.

### G73 - Giro del Sistema de Coordenadas.
Gira el sistema de coordenadas un ángulo concreto. 

### G77 - Acoplamiento del 4º Eje W o del 5º Eje V con su asociado.
Permite sincronizar movimientos con más de 3 ejes. Por ejemplo, con un plato divisor electrónico. 

### G78 - Anulación del G77.
Anula la orden G77.

### G79 - Ciclo Fijo Definido por el usuario.
Crea un ciclo que se repite constantemente.

### G80 - Anulación de Ciclos Fijos.
Cancela los ciclos fijos existentes en ese momento.

### G81 - Ciclo Fijo de Taladrado.
Crea un ciclo de taladrado en Fresadora. Solo hay que proporcionarle los datos necesarios.

### G82 - Ciclo Fijo de Taladrado con Temporización.
Crea un ciclo fijo de taladrado con temporización, como si también se aplicara el comando G4.

### G83 - Ciclo Fijo de Taladrado Profundo.
Crea un ciclo fijo para taladrar agujeros profundos. Es una operación delicada porque puede hacer que la broca se parta y se quede dentro del agujero.
G83

### G84 - Ciclo Fijo de Roscado con Macho.
Crea un ciclo para realizar un roscado con macho. Es una operación delicada porque puede quedarse el macho dentro del agujero, y es difícil de extraer.

### G85 - Ciclo Fijo de Escariado
Crea un ciclo para escariar un agujero, mejorando la calidad superficial del mismo.

### G86 - Ciclo Fijo de Mandrinado con Retroceso en G0.
Crea un ciclo para realizar un mandrinado en un agujero, mejorando la calidad superficial. utiliza el comando G0 para extraer la herramienta rápidamente del agujero mandrinado.

### G87 - Ciclo Cajera Rectangular
Crea un ciclo para realizar una cajera rectangular en la pieza. La cajera rectangular está representada en la figura.

### G88 - Ciclo Cajera Circular.
Crea un ciclo para realizar una cajera con forma circular. La cajera circular está representada en la figura.

### G89 - Ciclo Fijo de Mandrinado con Retroceso en G1.
Crea un ciclo para realizar un mandrinado en un agujero, mejorando la calidad superficial. utiliza el comando G1 para extraer la herramienta a una velocidad controlada, ideal para mandrinados delicados.

### G90 - Programación de Cotas Absolutas.
Permite utilizar las cotas absolutas (cero máquina) para realizar el mecanizado y programar las órdenes.

### G91 - Programación de Cotas Incrementales.
Permite utilizar cotas que se van incrementando para realizar el mecanizado y programar las órdenes.

### G94 - Velocidad de Avance F en mm/min.
Los avances a partir de esta orden se realizarán en milímetros por minuto.

### G95 - Velocidad de Avance F en mm/rev.
Los avances a partir de esta orden se realizarán en milímetros por revolución.

### G96 - Velocidad de Avance Superficial Constante.
El avance en la superficie de la pieza será constante al aplicar este comando.

### G97 - Velocidad de Avance del Centro de la Herramienta Constante.
El avance en el centro de la herramienta será constante al aplicar esta orden.

### G98 - Vuelta de la Herramienta al Plano de Partida al Terminar un Ciclo Fijo.
Al finalizar un ciclo fijo, la herramienta vuelve a la posición de inicio del mecanizado de la pieza. Asegurándose de que no hay peligro de choque de la herramienta con la pieza.

### G99 - Vuelve la Herramienta al Plano de Referencia al Terminar un Ciclo Fijo.
Al finalizar un ciclo fijo, la herramienta vuelve al plano de acercamiento, el plano de las últimas coordenadas marcadas antes de que la herramienta toque la pieza en un ciclo fijo.